# Skateboard vid olympiska sommarspelen 2024
Skateboard vid olympiska sommarspelen 2024 arrangerades mellan den 28 juli och 7 augusti 2024 på Place de la Concorde i Paris i Frankrike. Det var andra gången som olympiska tävlingar i skateboard genomfördes.
Programmet omfattade tävlingar i street och park. Totalt 88 deltagare (44 damer och 44 herrar) deltog.

## Medaljsammanfattning
| Gren                         | Guld                     | Silver              | Brons                    |  |
| Damernas park Detaljer...    | Arisa Trew Australien    | Kokona Hiraki Japan | Sky Brown Storbritannien |  |
| Damernas street Detaljer...  | Coco Yoshizawa Japan     | Liz Akama Japan     | Rayssa Leal Brasilien    |  |
|                              |                          |                     |                          |  |
| Herrarnas park Detaljer...   | Keegan Palmer Australien | Tom Schaar USA      | Augusto Akio Brasilien   |  |
| Herrarnas street Detaljer... | Yuto Horigome Japan      | Jagger Eaton USA    | Nyjah Huston USA         |  |

Denna tabell: visa • redigera

## Medaljtabell
*   Värdland ( Frankrike)
| Nr                  | Nation              | Guld | Silver | Brons | Totalt |
| ------------------- | ------------------- | ---- | ------ | ----- | ------ |
| 1                   | Japan               | 2    | 2      | 0     | 4      |
| 2                   | Australien          | 2    | 0      | 0     | 2      |
| 3                   | USA                 | 0    | 2      | 1     | 3      |
| 4                   | Brasilien           | 0    | 0      | 2     | 2      |
| 5                   | Storbritannien      | 0    | 0      | 1     | 1      |
| Totalt (5 nationer) | Totalt (5 nationer) | 4    | 4      | 4     | 12     |